# Bob Bradley
Robert Bradley', mais conhecido como Bob Bradley (Montclair, 3 de março de 1958), é um treinador de futebol norte-americano. Atualmente, treina o Stabæk Fotball.

## Carreira
Antes de assumir a equipe nacional, em dezembro de 2006, ele tinha previamente treinados na universidade americana e, mais tarde no jogo Major League Soccer, onde ele tem mais vitórias do que qualquer outro treinador na história da liga, gerenciando o Chicago Fire, MetroStars, e Chivas E.U.A. mais nove estações. No dia 28 de julho de 2011 foi demitido do comando da Seleção de Futebol dos Estados Unidos., meses depois, acertou para se o comandante da Seleção Egípcia de Futebol
.
Em 5 de Dezembro de 2013 o treinador foi demitido pela Seleção Egipcia de Futebol após cair na fase eliminatória da Copa do Mundo FIFA de 2014.
Em 2 de janeiro de 2014 assumiu o Stabaek, time norueguês de médio porte